# MSF (Zeitzeichensender)
MSF ist das Rufzeichen des auf der Frequenz 60 kHz (Langwelle) arbeitenden britischen Zeitzeichensenders.
Das Signal von MSF wird vom Sender in Anthorn, Grafschaft Cumbria (England) ausgestrahlt und kann wie das Signal von DCF77 zur Steuerung von Funkuhren verwendet werden. Von seiner ersten Verwendung im Jahr 1950 bis zum 1. April 2007 wurde das Rufzeichen vom Sender Rugby in der Nähe des gleichnamigen Ortes (Rugby) ausgestrahlt.
Am gleichen Standort wie MSF befindet sich auch ein Sender von LORAN-C und der U-Boot-Sender GBZ.